# Veiligheid

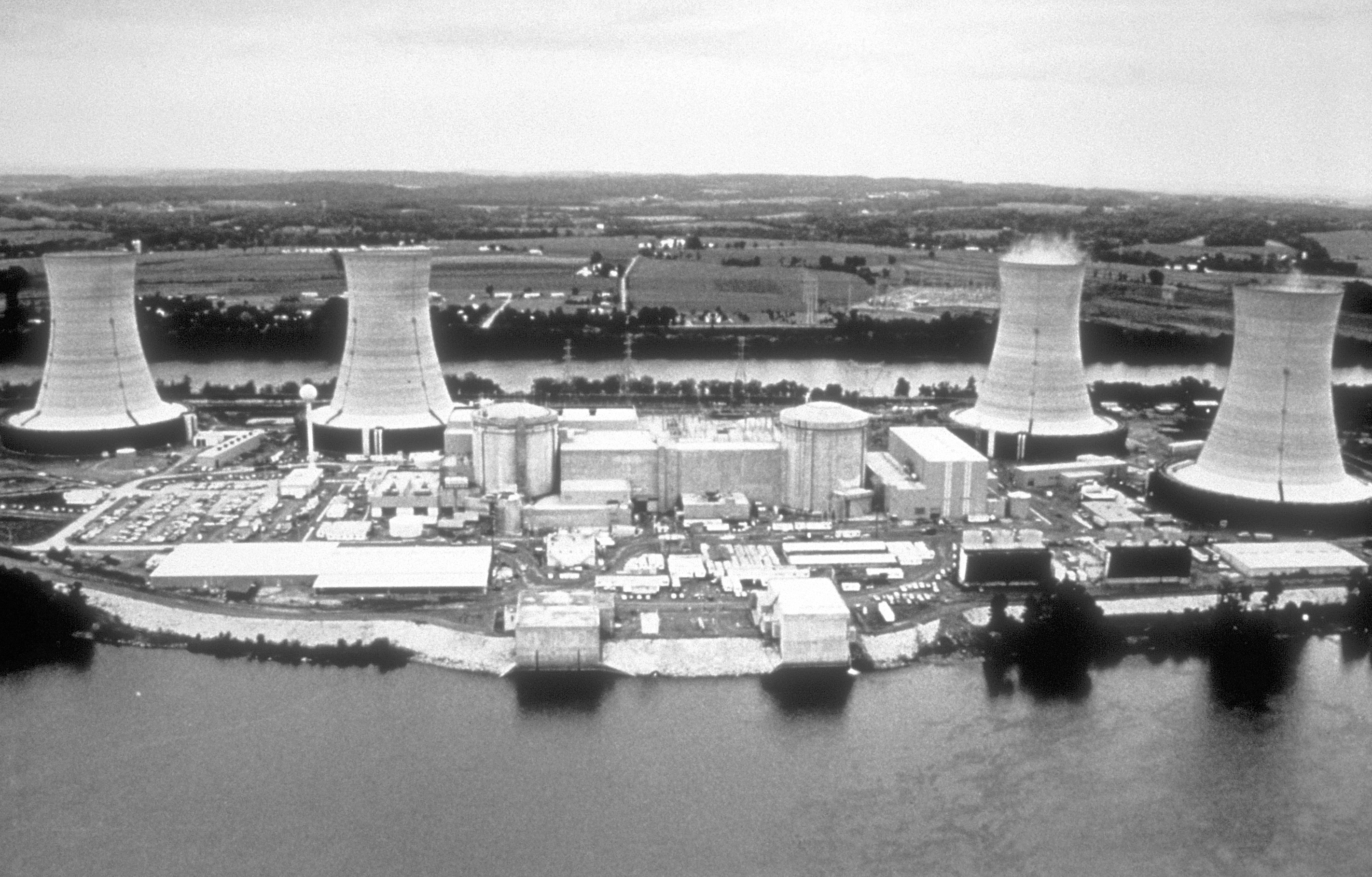
De kerncentrale Three Mile Island.
Aan kerncentrales worden vanwege de grote risico's hoge eisen gesteld op veiligheidsgebied. Desondanks vinden daar ook kleinere en grotere ongevallen plaats.

Veiligheid is de mate van afwezigheid van potentiële oorzaken van een gevaarlijke situatie of de mate van aanwezigheid van beschermende maatregelen tegen deze potentiële oorzaken. Veiligheid is een relatief begrip, aangezien niets onder alle omstandigheden volledig zonder gevaar is.
Het begrip veiligheid bestaat zowel rationeel/objectief als gevoelsmatig/subjectief. Objectief kunnen er allerlei berekeningen worden toegepast op een situatie om te bepalen of deze veilig is. Daarnaast is er de subjectief ervaren veiligheid. Iemand kan zich veilig voelen, maar het rationeel gezien niet zijn en andersom. Dit wordt ook wel schijnveiligheid (respectievelijk schijnonveiligheid) genoemd.
Om de veiligheid te waarborgen bestaat er regelgeving. Zo moeten bijvoorbeeld drukvaten aan strenge eisen voldoen om explosiegevaar te minimaliseren en moeten gebouwen voldoen aan allerlei brandveiligheidseisen om in geval van brand het aantal slachtoffers en de schade te minimaliseren.

## Nederland
Onder de Nederlandse rijksoverheid vallen de Onderzoeksraad voor Veiligheid en diverse rijksinspecties, bijvoorbeeld de Inspectie Leefomgeving en Transport.

## België
Naast de Belgische overheden voor politie en defensie is, specifiek voor terroristische en extremistische dreiging, het Coördinatieorgaan voor de dreigingsanalyse (OCAD) opgericht. 